# Nigramma nula
Nigramma nula är en fjärilsart som beskrevs av Embrik Strand 1917. Nigramma nula ingår i släktet Nigramma och familjen nattflyn. Inga underarter finns listade i Catalogue of Life.